# Theresa Kachindamoto
Theresa Kachindamoto (1959) é a chefe suprema, ou Inkosi, do distrito de Dedza na região central do Malawi. Ela tem autoridade informal sobre mais de 900.000 pessoas. É conhecida por actuar energicamente contra casamentos infantis dissolvendo-os e por insistir na educação das crianças sem fazer distinção entre os sexos.

## Percurso
Theresa Kachindamoto, nasceu em 1959,  é a mais nova de doze irmãos de uma família de governadores tradicionais no distrito de Dedza, que fica perto do Lago Malaui (também conhecido como lago Niassa). Durante 27 anos trabalhou como secretária numa faculdade no distrito de Zomba, no sul do Malawi. Casou e teve cinco filhos. 
Nada fazia prever que ela seria um dia chefe tribal, eram cargos interditos às mulheres. Mas em 2003, os seus irmãos haviam morrido e os chefes que governavam a região de Dedza escolheram-na para ser a próxima chefe suprema do distrito, com mais de 900.000 pessoas. Segundo ela, quando perguntou porque a haviam escolhido para o cargo, disseram-lhe que ela era "boa com as pessoas e que agora era a chefe, quer gostasse ou não.
Recusou o cargo até ao dia em que numa das suas viagens para visitar a família viu uma menina a tomar conta de um bébé a chorar e descobriu que este era filho dela que tinha apenas 12 anos e que o pai tinha a mesma idade. 
Ela aceitou o cargo e voltou para Monkey Bay, onde vestiu as tradicionais vestes vermelhas, colocou os colares de contas e a tiara de pele de leopardo. Theresa tornou-se na Inkosi da linha Chidyaonga da dinastia Maseko ou Gomani como Kachindamoto VII e sucedeu a Justino Kachindamoto VI, que ocupou o título de 1988 a 2001, e após a regência de Sunduzeni de 2001 a 2003.

## Casamentos infantis
O Malawi é um dos países mais pobres do mundo e a taxa de infecção da população pelo vírus da SIDA é de 10%. De acordo com uma pesquisa das Nações Unidas realizada em 2012 mais da metade das meninas no Malawi casaram-se antes de terem 18 anos, consequentemente o Malawi tinha na altura uma das taxas mais altas de casamentos infantis do mundo, particularmente elevadas nas regiões rurais. Tradicionalmente, as crianças  de ambos os sexos, entre os 9 e os 12 anos, têm de passar pelos kusasa fumbi (limpeza), acampamentos onde lhes são transmitidos os valores da comunidade. Kachindamoto baniu esta prática. 
Durante este período as meninas são separadas dos meninos, aprendem a satisfazer sexualmente os homens e são obrigadas a fazer sexo com homens contratados pela família ou pelos futuros maridos para lhes tirarem a virgindade, muitas delas ficam infectadas com o HIV. 
Em 2015, o Malawi aprovou uma lei que proíbe o casamento antes dos 18 anos. No entanto, isto colide com a constituição e a lei consuetudinária administrada pelas autoridades tradicionais, que ainda dizem que os filhos podem casar, desde que os pais dêem autorização. 
Kachindamoto ficou chocada quando descobriu as elevadas taxas de casamento infantil no seu distrito. Reuniu os 51 chefes tribais sob o seu comando, fez com que assinassem um documento onde concordavam com a abolição do casamento precoce e a anular as uniões existentes com e entre menores de 18 anos. Para mostrar que falava a sério, suspendeu sete chefes (entre eles duas mulheres) sob a sua alçada, quando soube que nas aldeias governadas por eles, os casamentos infantis continuavam a acontecer. Reintegrou-os posteriormente quando teve a confirmação da anulação dos casamentos. 
Para além disto, criou uma rede de espias conhecidas como "As mães" que têm como missão monitorizarem as 545 aldeias governadas por ela e que a mantêm informada sobre o que se passa lá. Se este grupo detectar algum acampamento kusasa fumbi, casamento infantil ou souberem que há pais a retirarem as raparigas da escola,  informam-na e ela toma medidas. 
Em Junho de 2015, ela disse ao  jornal Maravi Post : "Eu anulei 330 casamentos, dos quais 175 eram esposas-meninas e 155 eram pais-meninos. Eu queria que eles voltassem para a escola e resultou."  Ela disse ao Nyasa Times : "Não quero casamentos demasiado jovens, eles devem ir à escola. Criamos nossas próprias leis que devem ser seguidas por todos os que vivem dentro da minha região quando o assunto é casar. Nenhuma criança pode ser encontrada sem fazer nada em casa; a fazer  jardinagem ou qualquer tipo de tarefa doméstica durante o período escolar. Nenhum chefe de aldeia ou clero da igreja pode oficializar um casamento sem confirmar as datas de nascimento do casal". Para além disto, o casal tem de fazer um teste ao HIV para saberem se estão infectados ou não e caso estejam são aconselhados sobre o que fazer. 
Os casamentos anulados não são civis mas sim tradicionais, regulados pelos chefes das aldeias. Para além de convencer os legisladores, ela conclui que também era necessário convencer os pais a não não casarem os filhos muito novos, pois a génese do problema não é apenas cultural mas também económico. E muitas das vezes as famílias vivem numa pobreza extrema que as faz trocar as filhas por uma cabra ou dinheiro para que a família tenha o que comer. Enviar as crianças para escola, em particular as raparigas, não é uma prioridade.
Assim, Kachindamoto começou a trabalhar com grupos de mães e pais, professores, comités de desenvolvimento de aldeias, líderes religiosos e organizações não governamentais. O contacto directo com todas a partes envolvidas através de uma campanha de sensibilização de  porta em porta, revelou-se determinante na obtenção de um acordo que permitiu evitar casamentos e a anular uniões já celebradas.
A ONU Mulheres e a UNICEF planeiam trabalhar com líderes tradicionais de outros locais e replicar as práticas da Chefe Kachindamoto de forma a reduzir o número de casamentos infantis e aumentar a frequência escolar das crianças e adolescentes, em particular das meninas.
Ela convenceu os líderes comunitários a mudar o código civil de maneira a proibir o casamento precoce. Em 2019, graças a ela, mais 3.500 casamentos foram anulados.  Suas acções trouxeram-lhe reconhecimento internacional. 
Como diz Kachindamoto: "Eduque uma menina e você educa toda a região... Você educa o mundo".

## Prémios e reconhecimento
2016 - Recebeu o Jesse and Helen Kalisher Humanitarian Award 
2017 - Recebeu o Leadership in Public Life Award na 16ª cerimónia anual do prémios Vital Voices Global Partnership em Washington (USA) 
2018 - Foi uma quatro activistas a receber o XVI Prémio Internacional de Solidariedade "Navarra" 
2019 - Foi homenageada no World Connect's 5th Annual Benefit Dinner em Manhattan 

2019 - Theresa é uma das activistas homenageadas na série documental Courage to Question, realizada por Megan Sullivan. 

## Ligações Externas
- UN Women Stories | Ending child marriage in Malawi

- UN Women | Documentário Courage to Question - Ep 1: Chief Kachindamoto

- BBC News Africa | Theresa Kachindamoto: African Women You Need to Know

- Faces of Africa | Chief Theresa Kachindamoto: Let girls be girls
- CGTN Africa | Chief stands against underage marriages in Malawi

- Global Leadership Awards 2017: Chief Theresa Kachindamoto

- World Connect's 5th Annual Benefit Dinner em Manhattan - Theresa Kachindamoto entrevistada por Clara Bingham